# Крашенінніков Сергій Іванович
Крашені́нніков Сергі́й Іва́нович — український музикант, джазовий виконавець. Організатор джазових фестивалів «Черкаські джазові дні» та «Джаз-Диліжанс», голова ради громадської організації «Творча майстерня Крашеніннікова». Заслужений артист АР Крим.

## Біографія

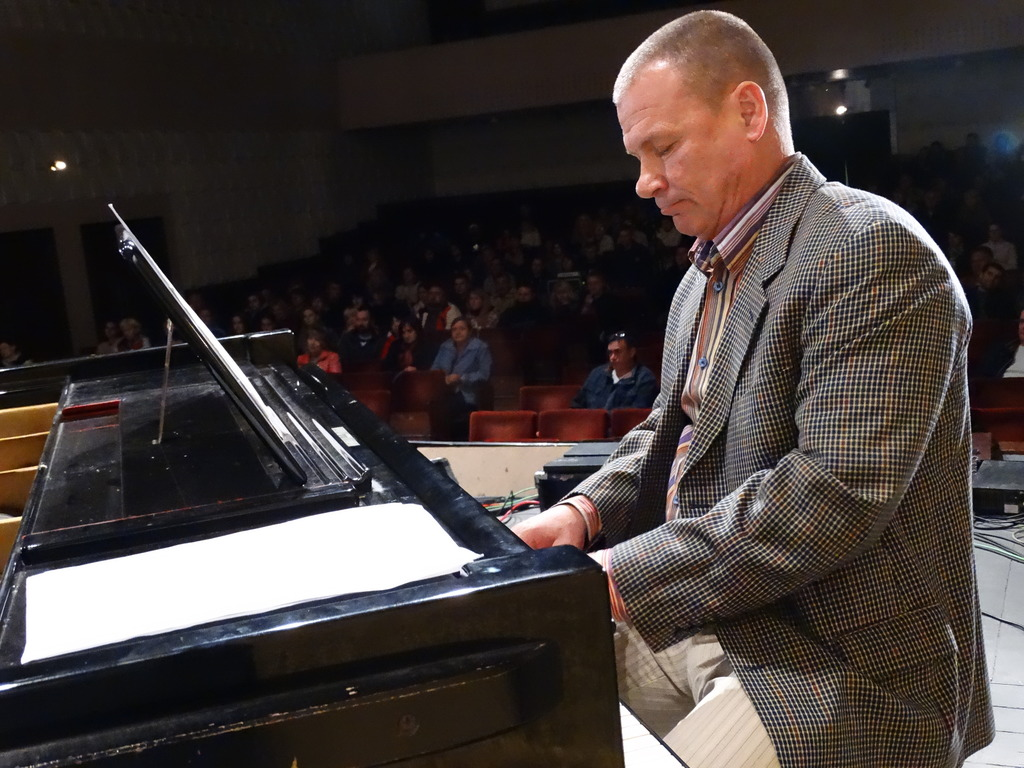

Сергій Крашенінніков народився 12 січня 1963 року в Свердловську. 1977 року закінчив музичну школу у Лубнах. Грати джаз почав в студентські роки в Харківському політехнічному інституті. За призначенням у 1985 році переїхав до Сміли. На заводі «Орізон» організував аматорський джаз-ансамбль, який став лауреатом багатьох джазових фестивалів. Був одним із творців Черкаського джазового клубу, став організатором джазових фестивалі «Черкаські джазові дні» та «Джаз-Диліжанс». Разом з Юрієм Гранкіним організував джазовий дует та виступав на фестивалі «Джаз над Одером» (Вроцлав, Польща, 1992) і в численних джаз-клубах Західної Європи: у Польщі (1992–1993), Німеччині та Голландії (1993–1994). Керівник джаз-тріо, з яким записав 7 альбомів. У квітні 2004 року здійснив тур по США, провів сольний концерт в Чикаго.
У 1998 році став головою ради громадської організації «Творча майстерня Крашеніннікова», яка отримала гранти міжнародного фонду «Відродження» на проведення фестивалю «Черкаські джазові дні» та гастролі музичного перфоменса «Джаз. Об'єкт. Графіка». Організатор численних концертів українських та закордонних музикантів в Черкасах. Організатор та керівник проектів Cherkasy Jazz Quintet та Pelican Quartet. Товаришує з Андрієм Арнаутовим.
Співвласник лейблу YBK Records.

## Альбоми
MC:
- «Nothing Much» (1996);
- «Round About Jazz» (1997);
- «Live in Benefis» (1997);
- «A Remark You Made» (1997);
- «Why not?» (1999);
- «Krasheninnikov's Sessions» (2002);
- «Live in Cherkassy» (2003);

CD: 
- «Wait for Me» (2004);
- «We Like Funky-Jazz, and You ?…» (2005);
- «From Spain to Brazil» (2006);
- «Confirmation» (2006);
- «Джазовый альбом в двух частях с прологом и эпилогом» (2007);
- «Homage To Freddie Hubbard» (2009);
- «Piano Kolo» (2009);
- «Remembering The Beatles» (2009);
- «Latin Soul» (2012);
- «Верни мне музыку» (2014)
- "The Best Of Cherkasy Jazz Quintet"  (2016)
- "Контрапункт" (2016)
- "Cherkasy Jazz Quintet Greatest Hits" (2017)

LP:
- Cherkasy Jazz Quintet (2017)
- JAZZ.UA  Vol. 1 (2018)
- "Cherkasy Plays Chicago" (2024)
- "We Like Funky-Jazz, and You?..." (2005) (LP 2025)

## Фільмографія
- «Злакров» (2019; реж. М. Дубінський)
- «Черкаські джазові дні 1989-2019» (2021; реж. М. Дубінський)
- «Хроніки Черкаського Джазу» (2023; реж. Ю. Кропива)